# 얀 콜레르
얀 콜레르(체코어: Jan Koller, 1973년 3월 30일, 체코슬로바키아 프라하 ~ )는 체코의 전 축구 선수다. 그는 은퇴하기까지 91번의 경기에 출장해 55골을 득점했고, 체코 대표팀 역사상 가장 많은 골을 기록한 선수로 기록됐다.

## 국가대표팀 경력

### 유로 2000
콜러는 이 대회에서 첫 메이저 대회를 치렀으며, 체코 대표팀의 주전 공격수로 전 경기에 출전했다. 하지만 대표팀은 프랑스, 네덜란드에 연달아 패하면서 조별리그에서 탈락하고 말았다.

### 유로 2004
콜러는 네덜란드와 덴마크를 상대로 득점을 기록하고, 체코의 4강 진출을 이끌었다. 하지만 체코는 그리스와의 준결승전에서 패하면서 결승 진출에 실패했다.

### 2006년 FIFA 월드컵
콜러는 2006년 FIFA 월드컵에서 체코 대표팀의 주전 공격수로 출전해 미국과의 첫 경기에서 전반 4분에 첫 득점을 올리고 3대0 대승을 이끌었다. 그러나 콜러는 허벅지를 부상당하면서 남은 경기에 출전하지 못했고, 체코는 가나와 이탈리아에 연달아 패하면서 조별리그에서 탈락했다.

### 유로 2008
콜러는 한동안 득점을 기록하지 못하다가 터키와의 최종전에서 선제골을 기록했다. 하지만 후반 막바지에 니하트 카흐베지에 연속골을 내주면서 체코는 3대2로 패했고, 조별리그에서 탈락했다.

## 은퇴
2011년 8월 18일 그는 공식적으로 은퇴했다.

## 수상 내역
스파르타 프라하
- 1994-95 감브리누스리가 우승
- 1995-96 체코 컵 우승

 안데를레흐트
- 주필러리그 : 1999-2000, 2000-01
- 벨기에 슈퍼컵 : 2000, 2001

 도르트문트
- 2000-01 분데스리가 우승

개인
- 1998-99 주필러리그 득점왕
- 1999년 체코 올해의 선수상
- 2000년 벨기에 골든슈